# Bramo 323
Le Bramo 323 Fafnir (parfois désigné BMW 323 après 1939) est un moteur en étoile à neuf cylindres produit par Bramo (Brandebourgische Motorenwerke, littéralement usines de moteurs de Brandebourg), entreprise basée à Spandau, dans les années 1930.

## Historique
En 1927, Siemens-Schukert Werke, qui fait partie du groupe Siemens, conclut un accord avec l'entreprise britannique Bristol Aeroplane Company pour exploiter les plans du moteur Bristol Jupiter, un moteur radial neuf cylindres en étoile, refroidi par air, d'une cylindrée de 28,7 l. Le Jupiter sert de base au moteur Sh20, produit à partir de 1930, bien plus puissant que les moteurs produits jusque là par Siemens. La cylindrée et le régime moteur sont augmentés avec les versions Sh 20B, Sh 21, Sh 22. En 1935, un nouveau système de numérotation des moteurs est mis en place par Ministère de l'Aviation du Reich, et Siemens se voit attribuer les numéros de la série "300", ainsi ses moteurs sont désignés 320, 321, 322. En 1936, l'établissement de Spandau est détaché du groupe Siemens et devient Bramo. Ces moteurs, surtout le 22, ont une mauvaise réputation en matière de fiabilité.
Le 323 Fafnir est une amélioration considérable par rapport à ces moteurs antérieurs. Il s'en distingue, notamment par l'adoption de l'injection directe en lieu et place du carburateur, et par un compresseur à deux vitesses, qui lui permet d'être efficace sur une plus grande plage d'altitude. Le moteur est décliné en environ 14 versions, certaines atteignant 1000 chevaux. Ce moteur est en concurrence directe avec le BMW 132, de caractéristiques similaires.
À la fin des années 1930, Bramo développe un moteur 14 cylindres sur la base du 323, il vise les 2000 chevaux. BMW mène un projet concurrent. En 1939, BMW rachète Bramo, complétant ainsi son équipe d'ingénieurs et ses moyens de production. Le BMW 801 qui est réalisé réunit des aspects des deux projets concurrents. Il devient un des moteurs allemands les plus importants pendant la guerre. La production du fafnir continue après la fusion, jusqu'en 1944.

## Caractéristiques
C'est un 9 cylindres en étoile d'agencement assez classique. Un seul cylindre (celui du haut) est relié de façon rigide au vilebrequin, les autres ont des bielles articulées. Deux anneaux à cames tournent autour de l'axe du moteur, à la moitié de la vitesse du vilebrequin (grâce à un un réducteur planétaire), et activent les soupapes via les culbuteurs. La construction du moteur fait appel à l'acier pour les chemises des cylindres, à l'aluminium pour le carter et à l'élektron, un alliage très léger à base de magnésium, pour les accessoires. La suralimentation est assurée par un compresseur centrifuge, à l'arrière du moteur, dont la vitesse est réglable avec deux positions.

## Utilisation
Environ 5500 moteurs de ce type sont produits dans la deuxième moitié des années 30. Ils sont notamment utilisés sur le schnellbomber Dornier Do 17, sur l'avion de reconnaissance Henschel Hs 126, et sur le Focke-Wulf Fw 200 Condor, un gracieux avion de ligne quadrimoteur,.